# Howard, Pennsylvania
Howard är en ort i Centre County i delstaten Pennsylvania, USA.